# Club 8
I Club 8 sono un duo musicale svedese composto da Karolina Komstedt e Johan Angergård.

## Storia del gruppo
Il gruppo si è formato nel 1995 ed ha prodotto i primi lavori per l'etichetta spagnola Siesta. Nel primo album è presente il singolo Me Too. Il secondo album esce nel 1998 e contiene il brano Missing You, che ottiene un buon successo in Spagna e Stati Uniti. Nei primi lavori il suono del gruppo varia dal pop alla bossa nova passando per orientamenti dance. Nel 2001 il gruppo, con un disco eponimo, vira verso sonorità chill out e trip hop. Nel 2002 esce un nuovo album dal titolo Spring Came, Rain Fell, registrato a Stoccolma e molto sperimentale. 
Il successivo disco è Strangely Beautiful (2003). Nel periodo 2004-2006 Angergård è attivo con un gruppo chiamato The Legends. Nel 2005 collabora con gli Acid House Kings. Il sesto album del duo esce nel 2007 per la Labrador Records.
L'ottavo album esce nel maggio 2010 ed è prodotto da Jari Haapalainen. Nel maggio 2013 esce il successivo Above the City.

## Formazione
- Karolina Komstedt - voce
- Johan Angergård - chitarra, strumenti vari, programmazione

## Discografia

### Album studio
- 1996 - Nouvelle
- 1998 - The Friend I Once Had
- 2001 - Club 8
- 2002 - Spring Came, Rain Fell
- 2003 - Strangely Beautiful
- 2007 - The Boy Who Couldn't Stop Dreaming
- 2010 - The People's Record
- 2013 - Above the City